# Sjukhusbibliotek
Sjukhusbibliotek är ett samlingsnamn för bibliotek inrättat på ett sjukhus.
Sjukhusbibliotek är ett medicinskt fackbibliotek för att stötta den kliniska forskningen och vården. Många sjukhusbibliotek erbjuder även hälsoinformation och skönlitteratur till patienter, närstående och vårdpersonal. 
Sjukhusbiblioteken erbjuder evidensbaserad vetenskaplig litteratur och databaser till studenter, doktorander, forskare och vårdpersonal i fortbildning.

## Sjukhusbibliotek i Sverige
Sjukhusbiblioteken är offentligt finansierad och regleras därmed av bibliotekslagen. Det är olika tillgång till sjukhusbibliotek i Sveriges olika regioner. Det är oftast regionen som också är huvudman av sjukhusbiblioteken.
2020 fanns det sjukhusbibliotek på 64 adresser. 29 av dessa riktade sig också till patienter och anhöriga. 